# Maximilian Ernst von Dohna
Maximilian Ernst von Dohna (zm. 25 czerwca 1642 w Grazu) – władca sycowskiego wolnego państwa stanowego od 1633, najstarszy syn Karla Hannibala von Dohna i Anny Elżbiety. Pochodził z pruskiego rodu Dohnów, osiadłego na Śląsku w XIII wieku.
8 lutego 1633, po przegranej przez ojca bitwie pod Strzelinem, udał się wraz z rodzicami i młodszym rodzeństwem na emigrację do Pragi, gdzie na mocy testamentu ojca został wyznaczony na jego następcę. Kilkanaście dni później, po śmierci Karla Hannibala, został formalnie władcą sycowskim, jednak nie mógł objąć swojego dziedzictwa ze względu na to, iż był niepełnoletni, a Syców znajdował się pod okupacją saskich oddziałów elektora Jana Jerzego Wettyna.
W 1635 doszło do zawarcia pokoju praskiego, który kończył kolejny etap zmagań wojny trzydziestoletniej. Na jego mocy zakończyła się okupacja Sycowa przez wojska saskie, a Maximilian Ernest mógł wrócić do swoich posiadłości. Jako pierwsza uczyniła to jego matka, Anna Elżbieta. Młody władca uczynił to samo rok później, obejmując oficjalnie rządy po osiągnięciu pełnoletniości. Zastał on całkowicie zrujnowane i wyniszczone państwo. Co gorsza, 10 czerwca 1637 w Sycowie wybuchł pożar, który strawił zamek oraz sporą część miasta. Od razu po tym wydarzeniu zaczęto odbudowę miasta, jednak została ona przerwana przez niespodziewaną śmierć władcy.